# Tatouňovice
Tatouňovice (Duits: Tatonowitz) is een Tsjechische plaats in de gemeente Čakov in de regio Midden-Bohemen en maakt deel uit van het district Benešov. Het dorp ligt op ongeveer 0,5 km afstand van Čakov.
Tatouňovice telt 31 inwoners (2021).

## Geschiedenis
De eerste schriftelijke vermelding van het dorp dateert van 1391.
Sinds 1967 maakt Tatouňovice deel uit van de gemeente Čakov.

## Verkeer en vervoer

### Autowegen
Er leidt een regionale weg naar het dorp.

### Spoorlijnen
Er is geen spoorlijn of station in (de buurt van) Tatouňovice.

### Buslijnen
Er is één bushalte in het dorp:
| Halte              | Lijn | Traject            | Vervoerder   |
| ------------------ | ---- | ------------------ | ------------ |
| Čakov, Tatouňovice | 798  | Benešov - Ostředek | ČSAD Benešov |

## Bezienswaardigheden
- Monumentale klokkentoren

## Galerij

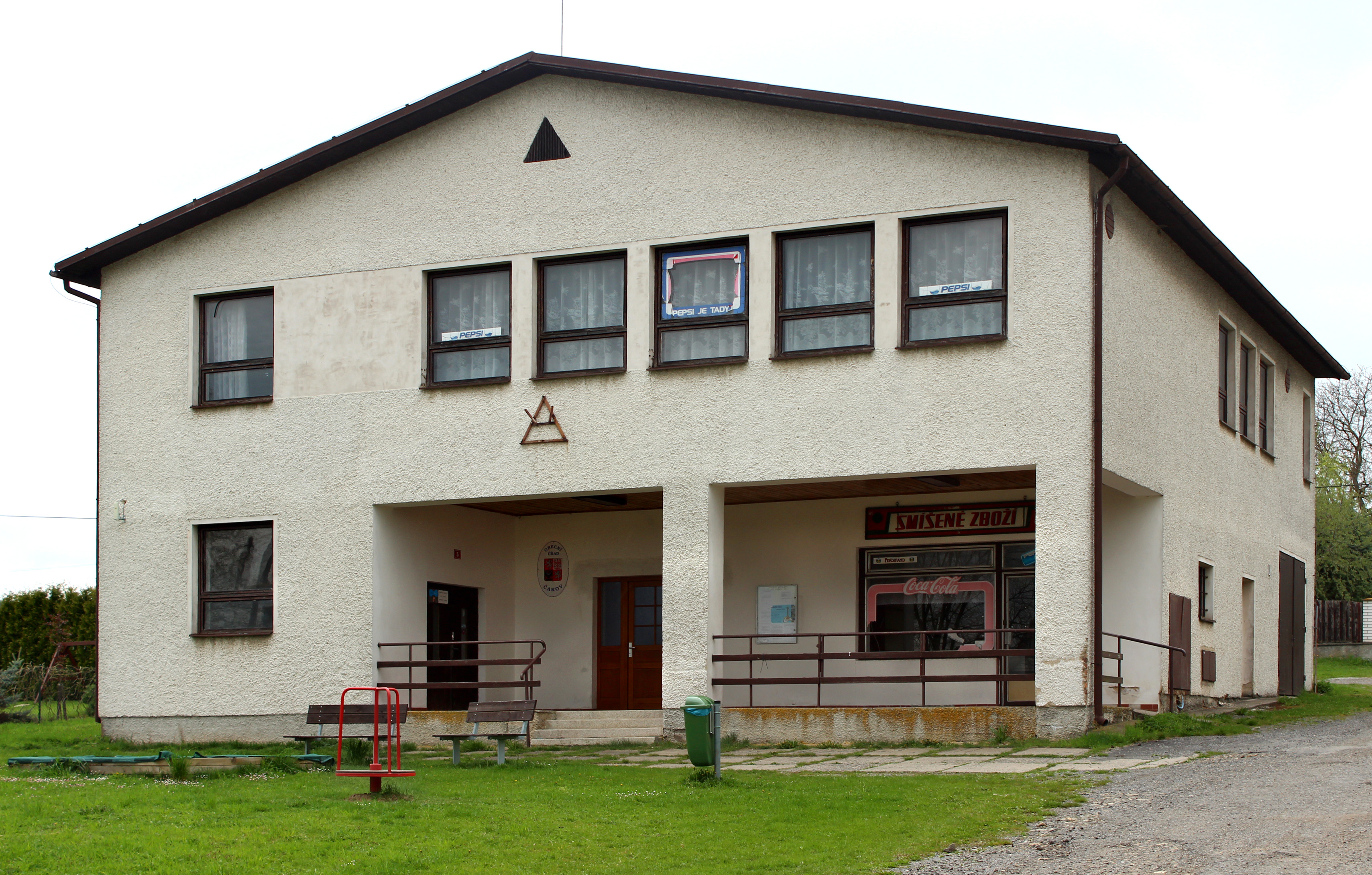
Gemeentehuis (2014)
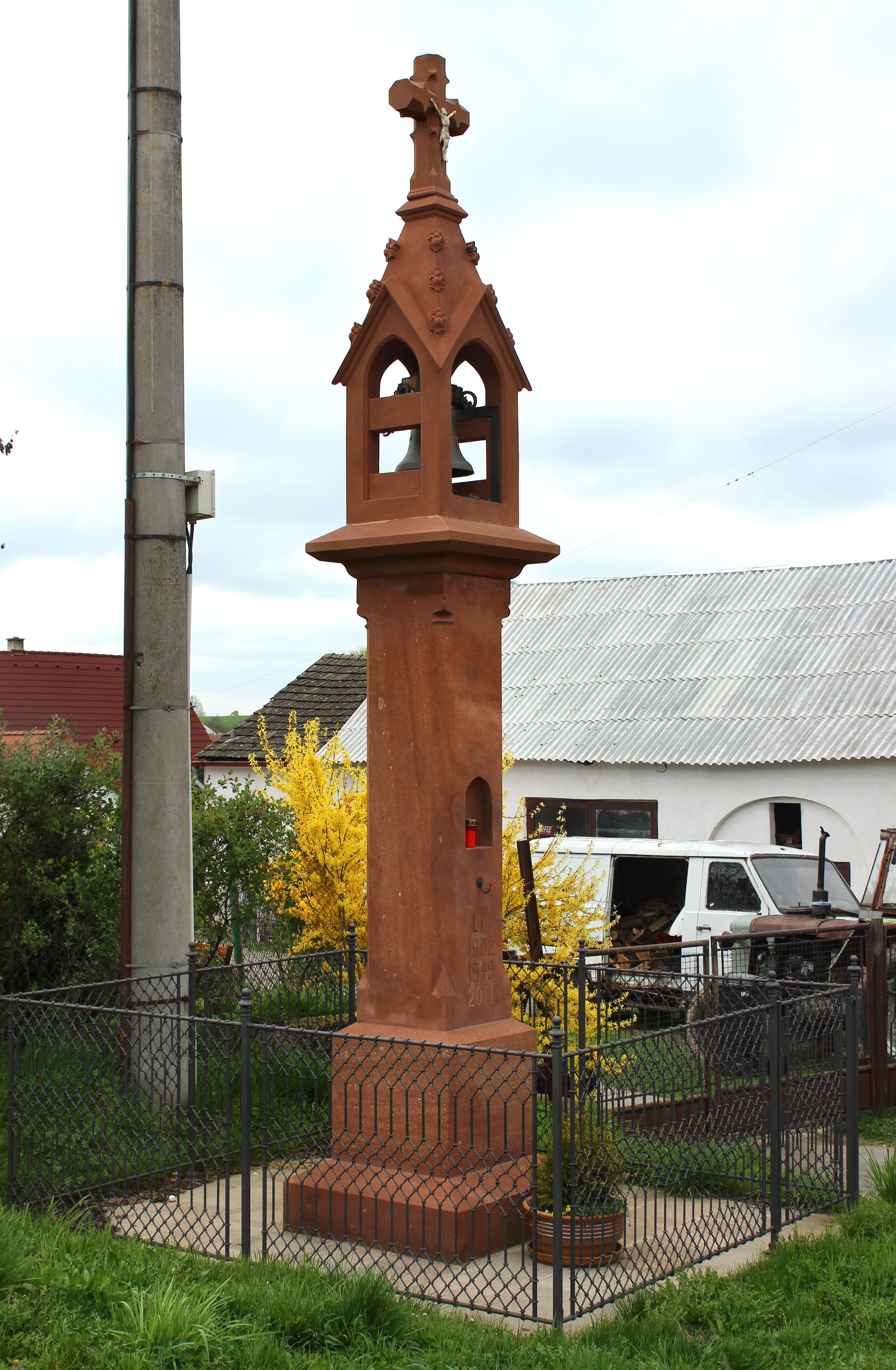
Monumentale klokkentoren (2014)
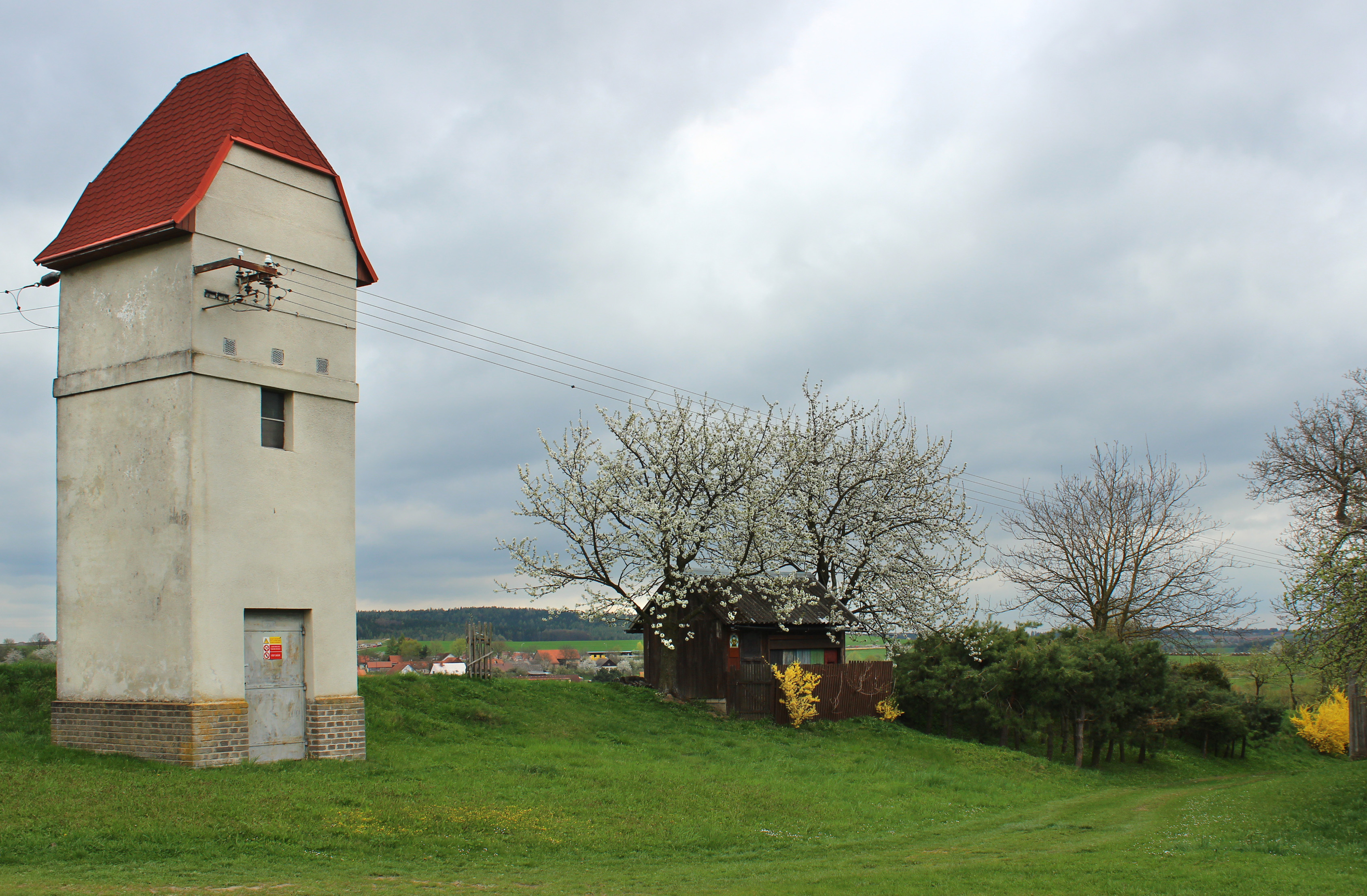
Elektriciteitshuis (2014)
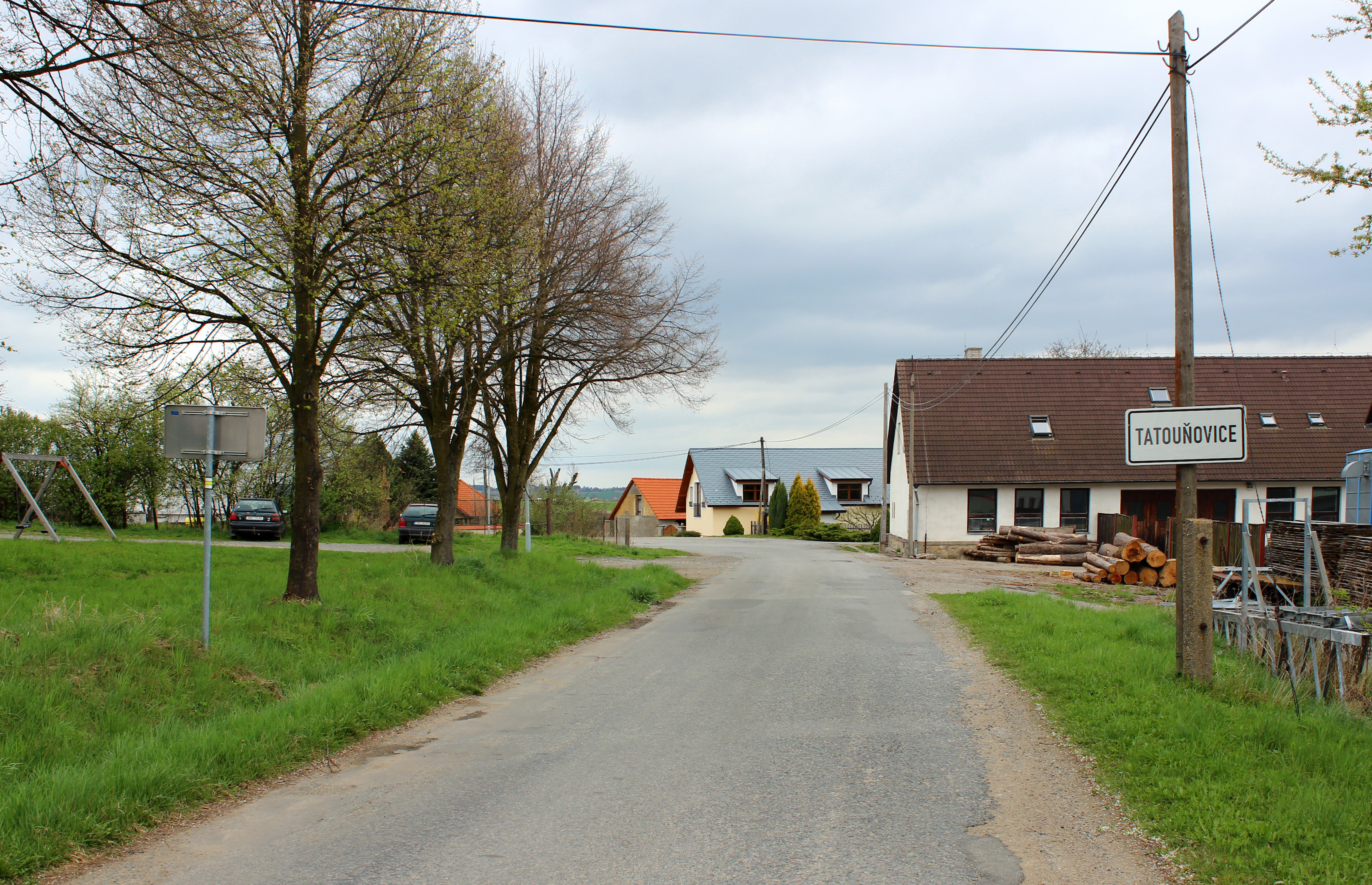
Boerderijen aan de zuidkant van het dorp (2014)